# Вершково
Вершково (рос. Вершково, нім. Warschken) — селище Зеленоградського району, Калінінградської області Росії. Входить до складу Красноторовського сільського поселення.
Населення — 12 осіб (2015 рік).

## Населення
| 2002 | 2010 |
| ---- | ---- |
| 4    | ↗12  |